# Liste des titres musicaux numéro un au Royaume-Uni en 2017
Cette page liste les titres classés no 1 des ventes de disques au Royaume-Uni pour l'année 2017 selon The Official Charts Company.
Les classements hebdomadaires sont issus des 100 meilleures ventes de singles (UK Singles Chart) et des 100 meilleures ventes d'albums (UK Albums Chart). Ils prennent en compte les ventes physiques et digitales ainsi que les écoutes en streaming converties en équivalents ventes. Ils sont dévoilés chaque vendredi.

## Classement des singles
| №  | Date          | Artiste                                                             | Titre                      | Référence |
| -- | ------------- | ------------------------------------------------------------------- | -------------------------- | --------- |
| 1  | 6 janvier     | Clean Bandit feat. Sean Paul & Anne-Marie                           | Rockabye                   |           |
| 2  | 13 janvier    | Ed Sheeran                                                          | Shape of You               |           |
| 3  | 20 janvier    | Ed Sheeran                                                          | Shape of You               |           |
| 4  | 27 janvier    | Ed Sheeran                                                          | Shape of You               |           |
| 5  | 3 février     | Ed Sheeran                                                          | Shape of You               |           |
| 6  | 10 février    | Ed Sheeran                                                          | Shape of You               |           |
| 7  | 17 février    | Ed Sheeran                                                          | Shape of You               |           |
| 8  | 24 février    | Ed Sheeran                                                          | Shape of You               |           |
| 9  | 3 mars        | Ed Sheeran                                                          | Shape of You               |           |
| 10 | 10 mars       | Ed Sheeran                                                          | Shape of You               |           |
| 11 | 17 mars       | Ed Sheeran                                                          | Shape of You               |           |
| 12 | 24 mars       | Ed Sheeran                                                          | Shape of You               |           |
| 13 | 31 mars       | Ed Sheeran                                                          | Shape of You               |           |
| 14 | 7 avril       | Ed Sheeran                                                          | Shape of You               |           |
| 15 | 14 avril      | Harry Styles                                                        | Sign of the Times          |           |
| 16 | 21 avril      | Ed Sheeran                                                          | Shape of You               |           |
| 17 | 28 avril      | Clean Bandit feat. Zara Larsson                                     | Symphony                   |           |
| 18 | 5 mai         | DJ Khaled feat. Justin Bieber, Quavo, Chance the Rapper & Lil Wayne | I'm the One                |           |
| 19 | 12 mai        | Luis Fonsi feat. Daddy Yankee & Justin Bieber                       | Despacito (Remix)          |           |
| 20 | 19 mai        | Luis Fonsi feat. Daddy Yankee & Justin Bieber                       | Despacito (Remix)          |           |
| 21 | 26 mai        | Luis Fonsi feat. Daddy Yankee & Justin Bieber                       | Despacito (Remix)          |           |
| 22 | 2 juin        | Luis Fonsi feat. Daddy Yankee & Justin Bieber                       | Despacito (Remix)          |           |
| 23 | 9 juin        | Luis Fonsi feat. Daddy Yankee & Justin Bieber                       | Despacito (Remix)          |           |
| 24 | 16 juin       | Luis Fonsi feat. Daddy Yankee & Justin Bieber                       | Despacito (Remix)          |           |
| 25 | 23 juin       | Artists for Grenfell (en)                                           | Bridge over Troubled Water |           |
| 26 | 30 juin       | Luis Fonsi feat. Daddy Yankee & Justin Bieber                       | Despacito (Remix)          |           |
| 27 | 7 juillet     | Luis Fonsi feat. Daddy Yankee & Justin Bieber                       | Despacito (Remix)          |           |
| 28 | 14 juillet    | Luis Fonsi feat. Daddy Yankee & Justin Bieber                       | Despacito (Remix)          |           |
| 29 | 21 juillet    | DJ Khaled feat. Rihanna & Bryson Tiller                             | Wild Thoughts              |           |
| 30 | 28 juillet    | Luis Fonsi feat. Daddy Yankee & Justin Bieber                       | Despacito (Remix)          |           |
| 31 | 4 août        | Luis Fonsi feat. Daddy Yankee & Justin Bieber                       | Despacito (Remix)          |           |
| 32 | 11 août       | Calvin Harris feat. Pharrell Williams, Katy Perry & Big Sean        | Feels                      |           |
| 33 | 18 août       | Dua Lipa                                                            | New Rules                  |           |
| 34 | 25 août       | Dua Lipa                                                            | New Rules                  |           |
| 35 | 1er septembre | Taylor Swift                                                        | Look What You Made Me Do   |           |
| 36 | 8 septembre   | Taylor Swift                                                        | Look What You Made Me Do   |           |
| 37 | 15 septembre  | Sam Smith                                                           | Too Good at Goodbyes       |           |
| 38 | 22 septembre  | Sam Smith                                                           | Too Good at Goodbyes       |           |
| 39 | 29 septembre  | Sam Smith                                                           | Too Good at Goodbyes       |           |
| 40 | 6 octobre     | Post Malone feat. 21 Savage                                         | Rockstar                   |           |
| 41 | 13 octobre    | Post Malone feat. 21 Savage                                         | Rockstar                   |           |
| 42 | 20 octobre    | Post Malone feat. 21 Savage                                         | Rockstar                   |           |
| 43 | 27 octobre    | Post Malone feat. 21 Savage                                         | Rockstar                   |           |
| 44 | 3 novembre    | Camila Cabello feat. Young Thug                                     | Havana                     |           |
| 45 | 10 novembre   | Camila Cabello feat. Young Thug                                     | Havana                     |           |
| 46 | 17 novembre   | Camila Cabello feat. Young Thug                                     | Havana                     |           |
| 47 | 24 novembre   | Camila Cabello feat. Young Thug                                     | Havana                     |           |
| 48 | 1er décembre  | Camila Cabello feat. Young Thug                                     | Havana                     |           |
| 49 | 8 décembre    | Ed Sheeran                                                          | Perfect                    |           |
| 50 | 15 décembre   | Ed Sheeran                                                          | Perfect                    |           |
| 51 | 22 décembre   | Ed Sheeran                                                          | Perfect                    |           |
| 52 | 29 décembre   | Ed Sheeran                                                          | Perfect                    |           |

## Classement des albums
| №  | Date          | Artiste                                       | Titre                                          | Référence |
| -- | ------------- | --------------------------------------------- | ---------------------------------------------- | --------- |
| 1  | 6 janvier     | Little Mix                                    | Glory Days                                     |           |
| 2  | 13 janvier    | Little Mix                                    | Glory Days                                     |           |
| 3  | 20 janvier    | The xx                                        | I See You                                      |           |
| 4  | 27 janvier    | Pete Tong, Heritage Orchestra & Jules Buckley | Classic House                                  |           |
| 5  | 3 février     | Divers artistes                               | La La Land: Original Motion Picture Soundtrack |           |
| 6  | 10 février    | Elbow                                         | Little Fictions                                |           |
| 7  | 17 février    | Rag'n'Bone Man                                | Human                                          |           |
| 8  | 24 février    | Rag'n'Bone Man                                | Human                                          |           |
| 9  | 3 mars        | Stormzy                                       | Gang Signs & Prayer                            |           |
| 10 | 10 mars       | Ed Sheeran                                    | ÷                                              |           |
| 11 | 17 mars       | Ed Sheeran                                    | ÷                                              |           |
| 12 | 24 mars       | Ed Sheeran                                    | ÷                                              |           |
| 13 | 31 mars       | Ed Sheeran                                    | ÷                                              |           |
| 14 | 7 avril       | Ed Sheeran                                    | ÷                                              |           |
| 15 | 14 avril      | Ed Sheeran                                    | ÷                                              |           |
| 16 | 21 avril      | Ed Sheeran                                    | ÷                                              |           |
| 17 | 28 avril      | Ed Sheeran                                    | ÷                                              |           |
| 18 | 5 mai         | Ed Sheeran                                    | ÷                                              |           |
| 19 | 12 mai        | Kasabian                                      | For Crying Out Loud                            |           |
| 20 | 19 mai        | Harry Styles                                  | Harry Styles                                   |           |
| 21 | 26 mai        | Ed Sheeran                                    | ÷                                              |           |
| 22 | 2 juin        | The Beatles                                   | Sgt. Pepper's Lonely Hearts Club Band          |           |
| 23 | 9 juin        | Ed Sheeran                                    | ÷                                              |           |
| 24 | 16 juin       | London Grammar                                | Truth Is a Beautiful Thing                     |           |
| 25 | 23 juin       | Royal Blood                                   | How Did We Get So Dark?                        |           |
| 26 | 30 juin       | Ed Sheeran                                    | ÷                                              |           |
| 27 | 7 juillet     | Ed Sheeran                                    | ÷                                              |           |
| 28 | 14 juillet    | Ed Sheeran                                    | ÷                                              |           |
| 29 | 21 juillet    | The Vamps                                     | Night and Day                                  |           |
| 30 | 28 juillet    | Lana Del Rey                                  | Lust for Life                                  |           |
| 31 | 4 août        | Arcade Fire                                   | Everything Now                                 |           |
| 32 | 11 août       | Ed Sheeran                                    | ÷                                              |           |
| 33 | 18 août       | Ed Sheeran                                    | ÷                                              |           |
| 34 | 25 août       | Ed Sheeran                                    | ÷                                              |           |
| 35 | 1er septembre | Queens of the Stone Age                       | Villains                                       |           |
| 36 | 8 septembre   | The Script                                    | Freedom Child                                  |           |
| 37 | 15 septembre  | The National                                  | Sleep Well Beast                               |           |
| 38 | 22 septembre  | Foo Fighters                                  | Concrete and Gold                              |           |
| 39 | 29 septembre  | The Killers                                   | Wonderful Wonderful                            |           |
| 40 | 6 octobre     | Shania Twain                                  | Now                                            |           |
| 41 | 13 octobre    | Liam Gallagher                                | As You Were                                    |           |
| 42 | 20 octobre    | Pink                                          | Beautiful Trauma                               |           |
| 43 | 27 octobre    | George Michael                                | Listen Without Prejudice, Vol. 1               |           |
| 44 | 3 novembre    | Michael Ball et Alfie Boe                     | Together Again                                 |           |
| 45 | 10 novembre   | Sam Smith                                     | The Thrill of It All                           |           |
| 46 | 17 novembre   | Taylor Swift                                  | Reputation                                     |           |
| 47 | 24 novembre   | Paloma Faith                                  | The Architect                                  |           |
| 48 | 1er décembre  | Noel Gallagher's High Flying Birds            | Who Built the Moon?                            |           |
| 49 | 8 décembre    | Sam Smith                                     | The Thrill of It All                           |           |
| 50 | 15 décembre   | Ed Sheeran                                    | ÷                                              |           |
| 51 | 22 décembre   | Eminem                                        | Revival                                        |           |
| 52 | 29 décembre   | Ed Sheeran                                    | ÷                                              |           |

## Meilleures ventes de l'année
| Singles | Albums |
| --- | --- |
| 1. Ed Sheeran – Shape of You 2. Luis Fonsi feat. Daddy Yankee & Justin Bieber - Despacito (Remix) 3. Ed Sheeran – Castle on the Hill 4. French Montana feat. Swae Lee - Unforgettable 5. Ed Sheeran - Galway Girl 6. Ed Sheeran - Perfect 7. Clean Bandit feat. Zara Larsson - Symphony 8. Rag'n'Bone Man - Human 9. The Chainsmokers & Coldplay - Something Just like This 10. Jax Jones feat. Raye – You Don't Know Me | 1. Ed Sheeran – ÷ 2. Rag'n'Bone Man - Human 3. Sam Smith - The Thrill of It All 4. Little Mix - Glory Days 5. Pink - Beautiful Trauma 6. Ed Sheeran - x 7. Michael Ball & Alfie Boe - Together Again 8. Drake - More Life 9. Liam Gallagher - As You Were 10. Stormzy - Gang Signs & Prayer |